# 托萨克
托萨克（法語：Taussac，法語發音：[tosak]）是法国阿韦龙省的一个市镇，属于罗德兹区。

## 地理
托萨克（44°49'44"N, 2°38'31"E）面积39.3 平方千米，位于法国奧克西塔尼大區阿韦龙省，该省份为法国南部内陆省份，位于法國中央高原南部，北起顺时针与康塔爾省、洛泽尔省、加尔省、埃罗省、塔恩省、塔恩-加龙省和洛特省接壤。
与托萨克接壤的市镇（或旧市镇、城区）包括：布罗马、拉克鲁瓦巴雷兹、米尔德巴雷兹、米罗尔、克罗德罗内斯屈埃、罗亚克、韦泽尔鲁西。

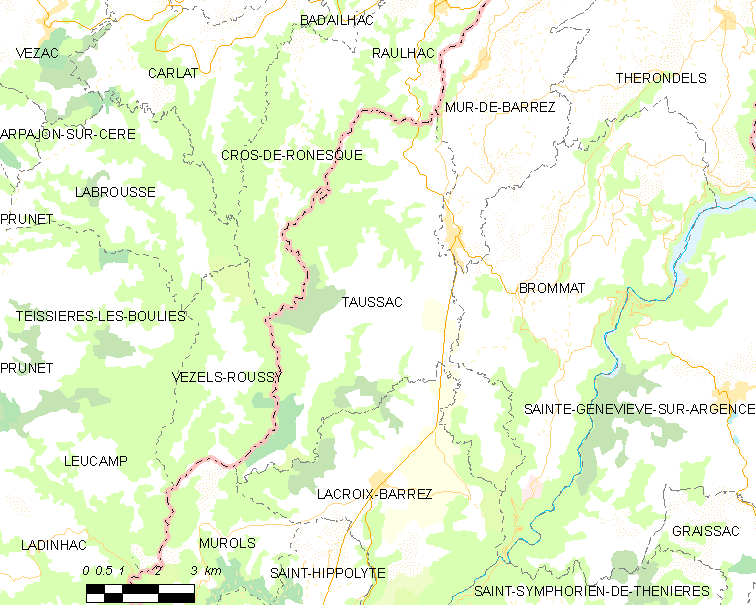
托萨克的OSM定位图

托萨克的时区为UTC+01:00、UTC+02:00（夏令时）。

## 行政
托萨克的邮政编码为12600，INSEE市镇编码为12277。

## 政治
托萨克所属的省级选区为欧布拉克-卡尔拉代斯县。

## 人口

1962-2008年间托萨克人口变化图示

托萨克于2022年1月1日时的人口数量为508人。